# Dillwynia retorta
Dillwynia retorta là loài cây bụi thuộc họ Đậu. Cây cao đến 3m.

## Hình ảnh

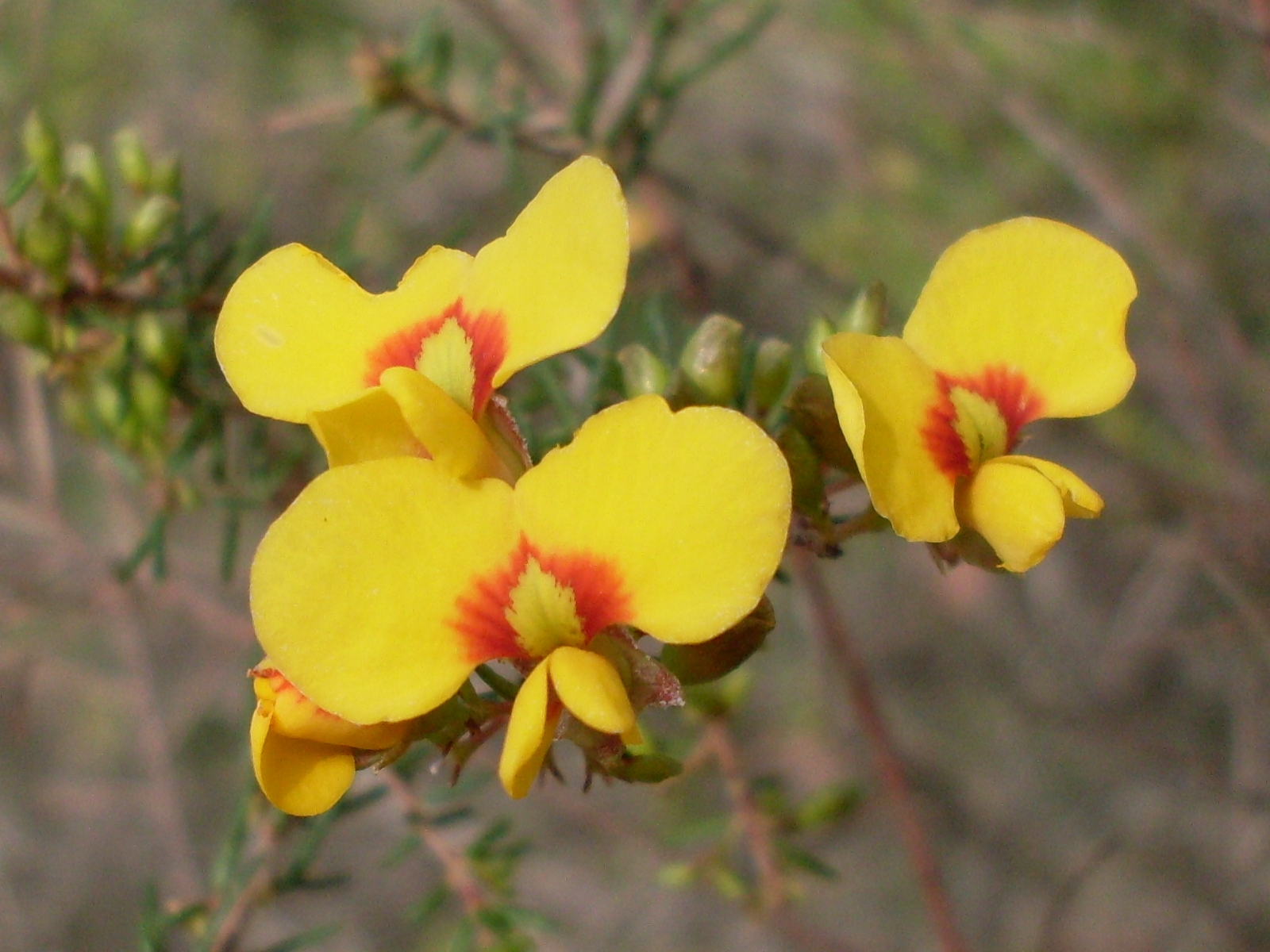
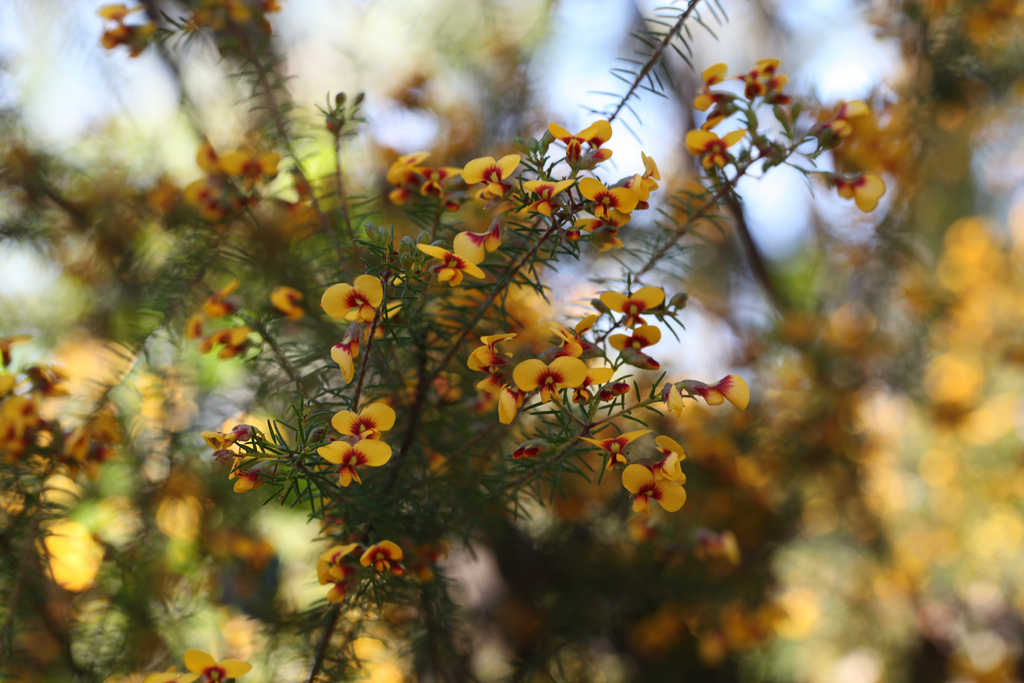
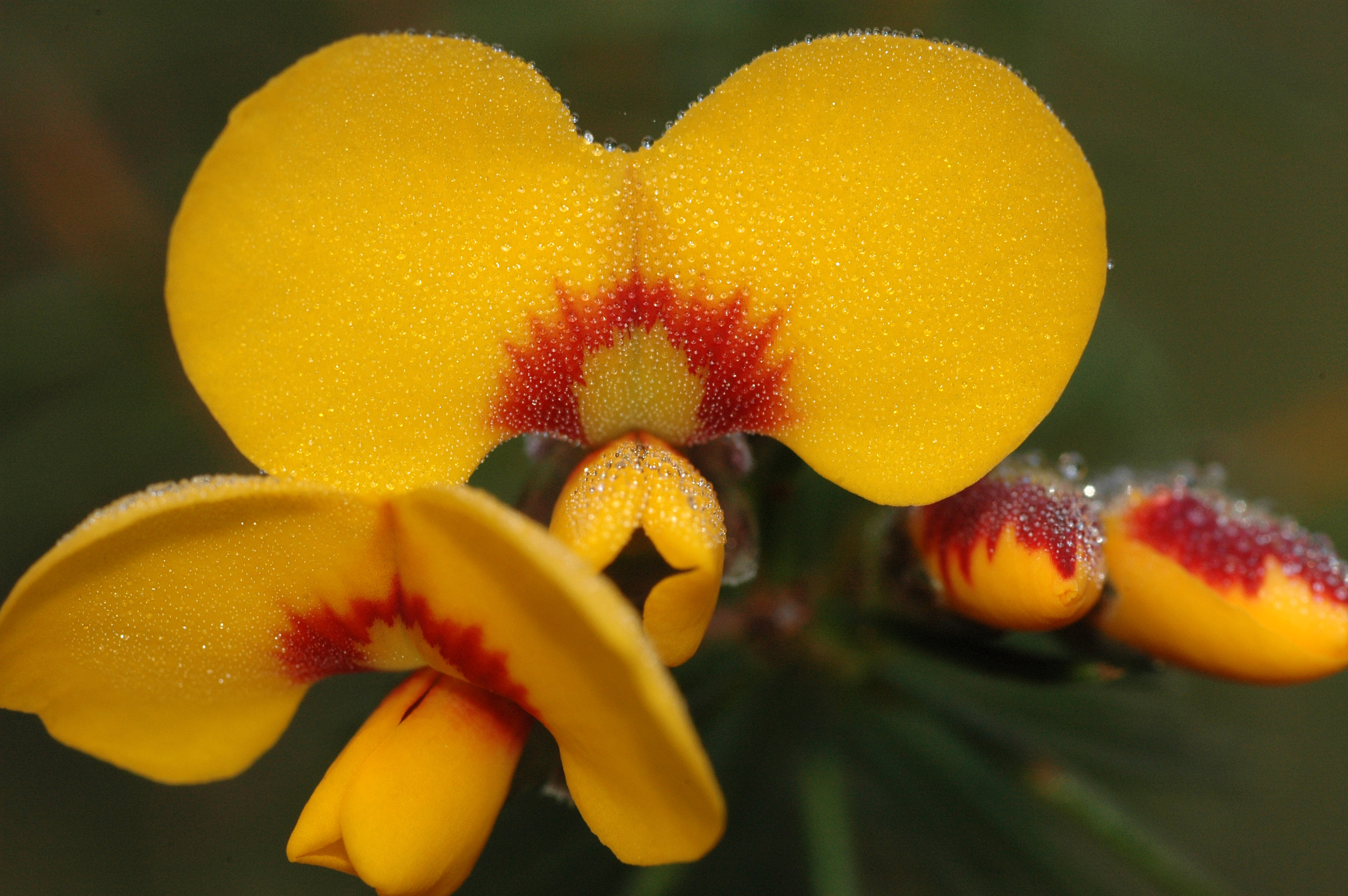